# Quatre de couple masculin aux Jeux olympiques d'été de 2020
Navigation
Rio 2016 Paris 2024
L'épreuve masculine du Quatre de couple des Jeux olympiques d'été de 2020 de Tokyo a lieu au Sea Forest Waterway (en) du 23 au 27 juillet 2021.

## Programme
Les horaires sont à l'heure de Tokyo (UTC+09:00).
| Date                     | Heure   | Tour              |
| ------------------------ | ------- | ----------------- |
| Vendredi 23 juillet 2021 | 11 h 30 | Séries            |
| Dimanche 25 juillet 2021 | 10 h 40 | Repêchage         |
| Mardi 27 juillet 2021    | 9 h 30  | Finale B Finale A |

## Résultats

### Séries
Les deux premières embarcations de chaque série sont qualifiées pour la finale A, les autres vont en repêchage.

#### Série 1
| Rang | Couloir | Rameur                                                                       | Pays            | Temps         | Notes |
| ---- | ------- | ---------------------------------------------------------------------------- | --------------- | ------------- | ----- |
| 1    | 5       | Lucas Theodoor Dirk Uittenbogaard Abe Wiersma Tone Wieten Koen Metsemakers   | Pays-Bas        | 5 min 39 s 80 | QA    |
| 2    | 4       | Jack Cleary Caleb Antill Cameron Girdlestone Luke Letcher                    | Australie       | 5 min 41 s 54 | QA    |
| 3    | 2       | Harry Leask Angus Groom Tom Barras Jack Beaumont                             | Grande-Bretagne | 5 min 42 s 01 | R     |
| 4    | 1       | Xudi Yi Ha Zang Dang Liu Quan Zhang                                          | Chine           | 5 min 43 s 44 | R     |
| 5    | 3       | Armandas Kelmelis Martynas Dziaugys Dovydas Nemeravičius Dominykas Jancionis | Lituanie        | 6 min 03 s 07 | R     |

#### Série 2
| Rang | Couloir | Rameur                                                                     | Pays      | Temps         | Notes |
| ---- | ------- | -------------------------------------------------------------------------- | --------- | ------------- | ----- |
| 1    | 2       | Dominik Czaja Wiktor Chabel Szymon Pośnik Fabian Barański                  | Pologne   | 5 min 39 s 25 | QA    |
| 2    | 3       | Simone Venier Andrea Panizza Luca Rambaldi Giacomo Gentili                 | Italie    | 5 min 39 s 28 | QA    |
| 3    | 1       | Juri-Mikk Udam Allar Raja Tonu Endrekson Kaspar Taimsoo                    | Estonie   | 5 min 47 s 12 | R     |
| 4    | 4       | Martin Helseth Olaf Karl Tufte Jan Oscar Stabe Helvig Erik Andre Solbakken | Norvège   | 5 min 49 s 02 | R     |
| 5    | 5       | Tim Ole Naske Karl Schulze Hans Gruhne Max Appel                           | Allemagne | 5 min 50 s 11 | R     |

### Repêchage
Les deux premières embarcations de chaque série de repêchages se qualifient pour la finale A, les autres vont en finale B.
| Rang | Couloir | Rameur                                                                       | Pays            | Temps         | Notes |
| ---- | ------- | ---------------------------------------------------------------------------- | --------------- | ------------- | ----- |
| 1    | 3       | Harry Leask Angus Groom Tom Barras Jack Beaumont                             | Grande-Bretagne | 5 min 55 s 91 | QA    |
| 2    | 4       | Juri-Mikk Udam Allar Raja Tonu Endrekson Kaspar Taimsoo                      | Estonie         | 5 min 56 s 52 | QA    |
| 3    | 2       | Xudi Yi Ha Zang Dang Liu Quan Zhang                                          | Chine           | 5 min 56 s 86 | QB    |
| 4    | 5       | Martin Helseth Olaf Karl Tufte Jan Oscar Stabe Helvig Erik Andre Solbakken   | Norvège         | 6 min 02 s 85 | QB    |
| 5    | 1       | Tim Ole Naske Karl Schulze Hans Gruhne Max Appel                             | Allemagne       | 6 min 02 s 86 | QB    |
| 6    | 6       | Armandas Kelmelis Martynas Dziaugys Dovydas Nemeravičius Dominykas Jancionis | Lituanie        | 6 min 14 s 73 | QB    |

### Finales

#### Finale A
| Rang                                | Couloir | Rameur                                                                     | Pays            | Temps         | Notes |
| ----------------------------------- | ------- | -------------------------------------------------------------------------- | --------------- | ------------- | ----- |
| Médaille d'or, Jeux olympiques      | 4       | Lucas Theodoor Dirk Uittenbogaard Abe Wiersma Tone Wieten Koen Metsemakers | Pays-Bas        | 5 min 32 s 03 | WB    |
| Médaille d'argent, Jeux olympiques  | 1       | Harry Leask Angus Groom Tom Barras Jack Beaumont                           | Grande-Bretagne | 5 min 33 s 75 |       |
| Médaille de bronze, Jeux olympiques | 5       | Jack Cleary Caleb Antill Cameron Girdlestone Luke Letcher                  | Australie       | 5 min 33 s 97 |       |
| 4                                   | 3       | Dominik Czaja Wiktor Chabel Szymon Pośnik Fabian Barański                  | Pologne         | 5 min 34 s 27 |       |
| 5                                   | 2       | Simone Venier Andrea Panizza Luca Rambaldi Giacomo Gentili                 | Italie          | 5 min 37 s 29 |       |
| 6                                   | 6       | Juri-Mikk Udam Allar Raja Tonu Endrekson Kaspar Taimsoo                    | Estonie         | 5 min 38 s 58 |       |

#### Finale B
| Rang | Couloir | Rameur                                                                       | Pays      | Temps         | Notes |
| ---- | ------- | ---------------------------------------------------------------------------- | --------- | ------------- | ----- |
| 1    | 3       | Xudi Yi Ha Zang Dang Liu Quan Zhang                                          | Chine     | 5 min 46 s 07 |       |
| 2    | 4       | Tim Ole Naske Karl Schulze Hans Gruhne Max Appel                             | Allemagne | 5 min 46 s 78 |       |
| 3    | 2       | Martin Helseth Olaf Karl Tufte Jan Oscar Stabe Helvig Erik Andre Solbakken   | Norvège   | 5 min 47 s 34 |       |
| 4    | 1       | Armandas Kelmelis Martynas Dziaugys Dovydas Nemeravicius Dominykas Jancionis | Lituanie  | 5 min 51 s 64 |       |